# Norbert Elliott
Norbert Elliott, född 6 november 1962, är en friidrottare från Bahamas. Han deltog vid olympiska sommarspelen 1988 och olympiska sommarspelen 1992.